# Lago Yelcho

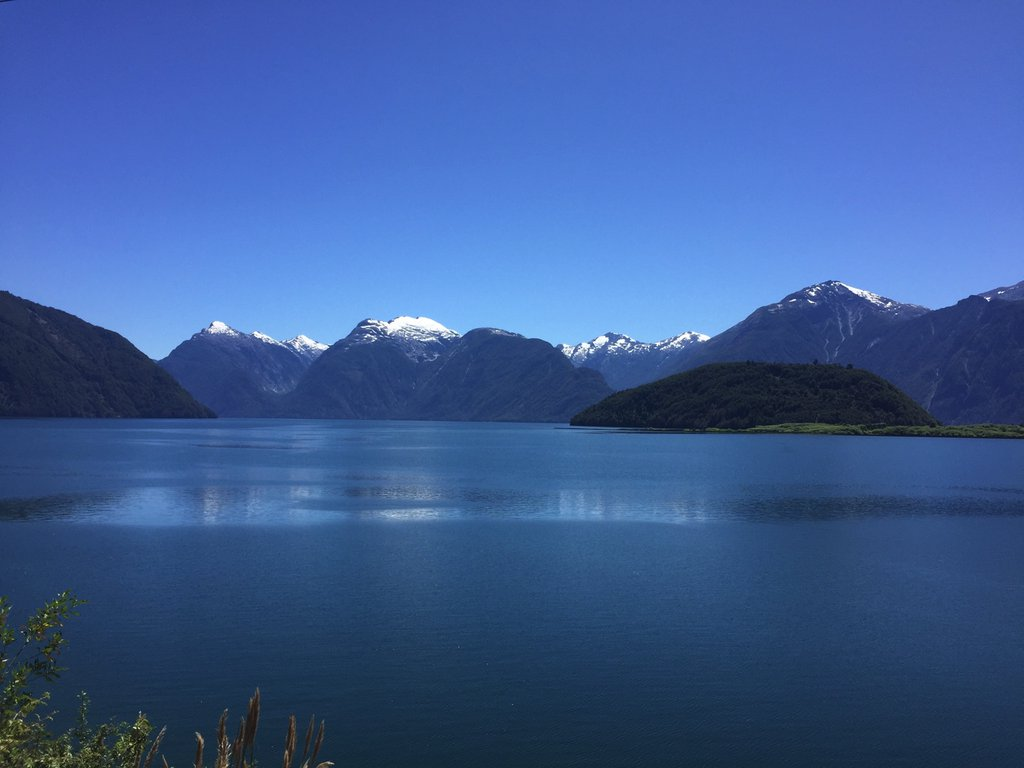
Lago Yelcho visto desde el sur, cerca de Puerto Ramírez

El lago Yelcho es un cuerpo de agua superficial léntico de la sur de Chile, ubicado en la provincia de Palena, Región de Los Lagos que pertenece a la cuenca del río Yelcho.

## Ubicación y descripción
Con una superficie de 116 km² se encuentra a unos 46 km al sur de Chaitén. Es un lago de origen glacial y sus aguas son de color verde esmeralda. El lago se encuentra rodeado de altos cerros. Recibe las aguas del río Futaleufú, y desagua sus aguas en el río Yelcho, el cual desemboca en el océano Pacífico. El lago es conocido al nivel mundial por la pesca deportiva. 
Su cuenca hidrográfica es 17,4 veces mayor a su superficie y sus profundidad media es de 110 m y alcanza una profundidad máxima de 238 m.: 29 
La Carretera Austral recorre la zona noroeste del lago, cruzando el nacimiento del río Yelcho por medio de un puente colgante.

## Historia
Luis Risopatrón lo describe en su Diccionario Jeográfico de Chile de 1924:
Yelcho (Lago). 43° 20' 72° 20' Tiene unos 30 kilómetros de largo, 110 km- de superficie i 70 m de altitud, presenta tres altas islas boscosas en la parte central cerca de su ribera W, es navegable en toda su estension i levanta olas de 2 i 3 m de altura con viento N; los cerros que rodean la parte N ofrecen el carácter de morros i lomas, sus pendientes no son mui inclinadas i en ellas numerosos arroyos interrumpen la densa vejetacion, compuesta de laureles, lumas, coihues, cedros i estensas matas de quila. Las playas de arena son raras i se encuentran solamente en algunas ensenadas i en las desembocaduras de los rios que le afluyen, algunos de los cuales provienen de los ventisqueros vecinos; la costa del S E presenta a ambos lados costas escarpadas i las serranías de la ribera E se distinguen por sus peñascos ásperos i pelados, por los numerosos derrumbaderos i por los torrentes que desaguan los campos de nieve. Se pescan truchas en sus aguas, recibe del S E el rio Futaleufu i desagua en la parte NW por el rio Yelcho, que está limitado por totorales a ambos lados. Krüger que lo esploró en 1898, lo bautizó con aquel nombre i lo denominó también después Futalafquen. 1, xxv, p. 212 i 399; 111, ii, p. 492; 120, p. 63, 380 i 381; 134; i 156.